# Smith Heights
Smith Heights är en kulle i Antarktis. Den ligger i Östantarktis. Australien gör anspråk på området. Toppen på Smith Heights är 1 633 meter över havet, eller 243 meter över den omgivande terrängen. Bredden vid basen är 5,4 km.
Terrängen runt Smith Heights är huvudsakligen kuperad. Trakten är obefolkad. Det finns inga samhällen i närheten. 